# American Registry for Internet Numbers
El American Registry for Internet Numbers (ARIN) es el Registro Regional de Internet para América Anglosajona, varias islas de los océanos Pacífico y Atlántico. ARIN se estableció en 1997, y es una organización sin ánimo de lucro. Administran las Direcciones IP versión 4 y versión 6, Números de Sistemas Autónomos, DNS Reverso, y otros recursos de red.

## Países
| - Anguila - Antigua y Barbuda - Bahamas - Barbados - Bermudas - Canadá - Dominica - Granada - Guadalupe (Francia) - Isla Bouvet (Noruega) - Islas Heard y McDonald (Australia) - Islas Caimán (Reino Unido) | - Jamaica - Martinica (Francia) - Puerto Rico (Estados Unidos) - San Cristóbal y Nieves - Santa Lucía - San Vicente y las Granadinas - Santa Helena (Reino Unido) - San Pedro y Miquelón (Francia) - Estados Unidos - Islas Ultramarinas de Estados Unidos - Islas Vírgenes Británicas (Reino Unido) - Islas Vírgenes de los Estados Unidos (Estados Unidos) |

## Otros países
ARIN ofrecía servicios a Angola, Botsuana, Burundi, República del Congo, República Democrática del Congo, Malaui, Mozambique, Namibia, Ruanda, Sudáfrica, Suazilandia, Tanzania, Zambia, y Zimbabue hasta el momento de creación de la AfriNIC.
ARIN cubría las Antillas Neerlandesas, Argentina, Aruba, Belice, Bolivia, Brasil, Chile, Colombia, Costa Rica, Cuba, la República Dominicana, Ecuador, El Salvador, las Islas Malvinas (Reino Unido), Guayana Francesa, Guatemala, Guyana, Haití, Honduras, México, Nicaragua, Panamá, Paraguay, Perú, las Islas Georgias del Sur y Sandwich del Sur, Surinam, Trinidad y Tobago, Uruguay, y Venezuela hasta el momento de creación de la LACNIC.